# اوستروبوتنیای شمالی
اوستروبوتنیای شمالی (فنلاندی: Pohjois-Pohjanmaa; سوئدی: Norra Österbotten) یکی از منطقه‌های فنلاند است. 